# Скэггс, Джоуи
Джоуи (Джозеф) Скэггс (англ. Joey (Joseph) Skaggs; род. 1945) — американский художник, считающийся создателем феномена джамминг-культуры и известный пранкер, знаменитый на весь мир своими розыгрышами крупных газет и телеканалов США.

## Биография
Джозеф Скэггс родился 4 октября 1945 года в семье итальянки из Бруклина и ковбоя из Кентукки. Самый старший ребенок в семье, младшие — три брата и одна сестра. Ходил в школу Искусств и Дизайна на 57-й улице и 2-й авеню на Манхэттене и в Нью-Йоркскую художественную Лигу Студентов в Нью-Йорке. Также учился и окончил школу изобразительных искусств, где впоследствии преподавал в течение нескольких лет.
Джозеф был одарённым ребенком, и в детстве хотел стать художником пейзажистом. Он перепробовал многие жанры от миниатюр до гигантских триптихов, но не смог удовлетворить своё желание самовыражения. Ему всегда было мало быть просто художником. Художественных средств, чтобы выразить свой отношение к происходящему, было явно недостаточно. И тогда он выбирает перформанс как средство самовыражения и борьбы с лицемерием и несправедливость.

### Начало протеста
Свой первый протест он осуществляет не взрывами в метро и бросанием кирпичей в окна банков, а строительством трехметрового стокилограммового распятия, используя металл, дерево, алебастр и гипс для конструкции тела и настоящий череп американского индейца с волосами для головы. В завершение композиции он венчает череп колючей проволокой и прикрепляет огромный пенис между ног скульптуры. В пасхальное воскресенье 1966 года он выставляет скульптуру в Томпкинс-сквер-парке в Нижнем Ист-Сайде. То было время хиппи и эпоха битников ещё не наступила. Aкция бесила, смущала и провоцировала людей на эмоциональную реакцию. Полиция попросила убрать фигуру, и Скэггс с друзьями перетащили её к церкви. Что вызвало ещё большее возмущение. В результате Скэггс был схвачен полицией и задержан. Джозеф продолжал выставлять скульптуру каждую пасху вплоть до 1969 года. В последний раз он протащил её на спине по 5-й авеню одетым в чёрную рясу, совершив символический Крестный ход к дверям Собора Святого Патрика, где попытался втащить её на ступени и бросить перед алтарём. Прибыла полиция. Скэггса схватили и заставили затащить фигуру в автозак, но ему удалось бежать. Происшествие привлекло внимание прессы и попало на первую полосу нью-йоркской газеты East Village Other.
В то время Скэггс был вдохновлен новыми идеями прочитав о французской авангардной группе 1890-х, которые называли себя патафизиками. Патафизики создали философскую шутку Патафизику — науку, которая по словам одного из патафизиков, «так же далека от метафизики, как последняя от физики». Эта бурлескная теория изложена в книге «Деяния и суждения доктора Фаустролля, патафизика» Альфреда Жарри, написавшим известный гротескно-комический фарс Юбю-король. Патафизика вдохновила многих на творческие эксперименты и открыла путь для феноменологии в постмодернистской философии и абсурдизма в искусстве и литературе. Джоуи задумался о том, что же такое искусство и пришёл к выводу, что искусство возможно предназначено решения мнимых проблем, а мнимые проблемы требуют мнимых решений.

### Бордель для собак
В 1976 году Джоуи создаёт фиктивное предприятие «Cathouse for Dogs» и публикует рекламное объявление в нью-йоркском еженедельник The Village Voice. В рекламе он предлагал собачникам всего за 50$ оказать их озабоченным ша́рикам сексуальные услуги с горяченькими сучками разных пород на выбор. Сообщалось о наличии ветеринарного врача и дополнительных услугах фотографа. Вымышленный бордель для собак привлёк не только огромное количество клиентов, но и огромное внимание локальных, национальных и интернациональных СМИ, включая WABC-TV и SoHo News. Американское общество по предотвращению жестокого обращения с животными, Бюро по делам животных, Полиция нравов Нью-Йорка и секретариат мэра — все участвовали в крестовом походе по запрету предприятия Скэггса. Джоуи даже получил повестку в суд от генерального прокурора Нью-Йорка. Канал ABC News снял репортаж и взял интервью у Скэггса, и эта передача была номинирована на Эмми как «лучшая новостная трансляции года».